# ساموئل مودیکا
ساموئل مودیکا (انگلیسی: Samuele Modica؛ زادهٔ ۵ ژوئیهٔ ۱۹۹۱) بازیکن فوتبال اهل ایتالیا است.
از باشگاه‌هایی که در آن بازی کرده‌است می‌توان به باشگاه فوتبال لیورنو اشاره کرد.